# Sonnenfinsternis vom 2. September 1997
Die partielle Sonnenfinsternis vom 2. September 1997 war in Australien und Neuseeland und in der Ostantarktis zu beobachten. In Westaustralien konnte der volle Verlauf der Finsternis nicht beobachtet werden, weil die Sonne erst während der Finsternis aufging. Während in Südaustralien der Mond die Hälfte der Sonnenscheibe bedeckte, berührte im Norden Australiens der Mond die Sonne so eben. Bessere Sichtbedingungen hatte Neuseeland, dort fand die Sonnenfinsternis am Mittag statt.